# ابن مهريزد
أبو مسلم محمد بن علي الأصفهاني المعروف بـابن مَهْرَيَزْد الأديب أو ابن مهرايزد (977 - 1067) عالم مسلم فارسي في القرن الخامس الهجري/ الحادي عشر الميلادي. ولد في أصفهان واصبح عالماً بالتفسير والأدب وكان محدث أصفهان في عصره. يعد من كبار المعتزلة وعارفاً بالعربية. له تفسير القرآن في عشرين مجلداً وهو غير جامع التأويل لمحكم التنزيل لأبي مسلم الأصفهاني المتوفى 322 هـ وجامع الرسائل وناسخ الحديث ومنسوخه. توفي في مسقط رأسه أصفهان ودفن بها وقد أطلقت اسمه على أحد شوارع المدينة المنورة في حي الرانوناء.

## سيرته
هو محمد بن علي بن محمد بن الحسين بن مَهْرَيَزْد الأصفهاني/الأصبهاني النحوي، أبو مسلم، المعروف بـابن مَهْرَيَزْد أو ابن مِهْر يَزْد (يكتب أيضا مهرا يزد )، ولد في أصفهان سنة 366 هـ/ 977 م ونشأ بها. من مشايخه أبو بكر المقرئ وغيره ومن تلامذته إسماعيل بن علي الحمامي وسعيد بن أبي الرجاء الصيرفي وغيرهما. كان عالماً بالتفسير والأدب والحديث وهو معتزلي. كتب مؤلفات عدة بقي منها تفسير القرآن في عشرين مجلداً. كان عارفا بالنحو غاليا في الاعتزال. روى عن ابن المقرئ «مسند» ابن وهب رواية حرملة عنه

توفي في مسقط رأسه سنة 459 هـ/ 1067 م. وقد أطلقت اسمه على أحد شوارع المدينة المنورة في حي الرانوناء، شارع محمد بن علي بن مهريزد.

## آثاره
- تفسير القرآن في عشرين مجلداً ويقال سماه التأويل لمحكم التنزيل
- جامع الرسائل
- ناسخ الحديث ومنسوخه